# とかげ座BL型天体

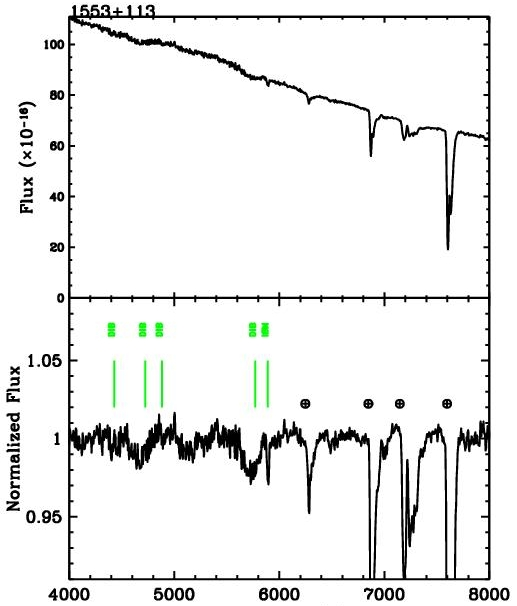
とかげ座BL型天体PG 1553+11の光学スペクトル

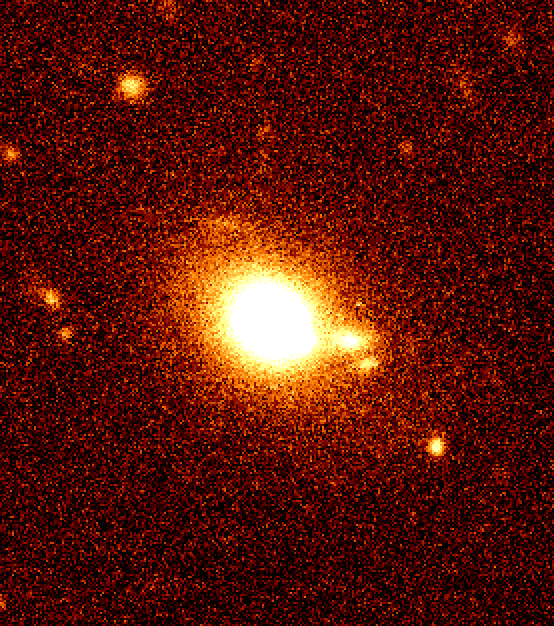
とかげ座BL型天体H 0323+022 (z=0.147)

とかげ座BL型天体 (BL Lacertae object、BL Lac object)は、活動銀河核を持った活動銀河の種類である。プロトタイプ銀河のとかげ座BLから名付けられた。他の種類の活動銀河核と比べて、とかげ座BL型天体は、速く振幅の大きい変化と大きな可視偏光で特徴付けられる。これらの性質のため、とかげ座BLは当初、変光星だと考えられていた。強い輝線を持つより明るい活動核（クェーサー）と比べると、とかげ座BL型天体は特徴のないスペクトルを持つ。
電波を出す活動銀河核の統一スキームの中で、観測されたとかげ座BLの核現象は、ほぼ地球の方を向いている宇宙ジェットの効果によるものだと解釈されていた。とかげ座BLは、もともと低エネルギーの電波銀河と同定されていた。活動銀河核の分類の観点から、とかげ座BLは一種のブレーザーであると考えられた。既知の全てのとかげ座BLは、電波源と関連があり、その多くは超高速運動を見せる。
とかげ座BL型天体の例は、とかげ座BL、OJ 287、こと座AP、PKS 2155-304、PKS 0521-365、マルカリアン421、3C 371、ON 325、マルカリアン501等である。

## 歴史
John L. Schmittは、電波天体VRO 42.22.01との照合を行う中で、1968年に最初にとかげ座BLの奇妙な性質に気付いた。
その後1年以内に、別の科学者が、電波流束が変化し偏光していることを観測した。Strittmatterは、1972年に新しい天体の分類を提案し、4つの天体をここに加えた。1976年までに、既知の天体は30個になった。